# NGC 1811
NGC 1811 est une galaxie spirale vue par la tranche et située dans la constellation de la Colombe. NGC 1811 a été découverte par l'astronome britannique John Herschel en 1834.

## Caractéristiques
Sa vitesse par rapport au fond diffus cosmologique est de 3 966 ± 16 km/s, ce qui correspond à une distance de Hubble de 58,5 ± 4,1 Mpc (∼191 millions d'al).
À ce jour, quatre mesures non basées sur le décalage vers le rouge (redshift) donnent une distance de 33,950 ± 3,016 Mpc (∼111 millions d'al), ce qui est à l'extérieur des valeurs de la distance de Hubble. Notons que c'est avec la valeur moyenne des mesures indépendantes, lorsqu'elles existent, que la base de données NASA/IPAC calcule le diamètre d'une galaxie et qu'en conséquence le diamètre de NGC 1811 pourrait être d'environ 41,0 kpc (∼134 000 al) si on utilisait la distance de Hubble pour le calculer.
La classe de luminosité de NGC 1811 est I et elle présente une large raie HI.

## Paire de galaxies en interaction
NGC 1811 et NGC 1812 forment une paire de galaxies gravitationnellement liées.